# Rivière du Prêtre
La rivière du Prêtre est une rivière de l'État de l'Idaho aux États-Unis. Cours d'eau du bassin du fleuve Columbia, elle coule du nord au sud puis se jette dans la rivière Pend Oreille, juste à l'est de la ville de Priest River. Son nom vient des missions jésuites qui l'ont découverte et habitée au XIXe siècle. Elle coule dans le pays des indiens Pend Oreille. 